# Rolf Schrepfer
Rolf Schrepfer (* 9. Oktober 1973 in Busswil) ist ein ehemaliger Schweizer Eishockeyspieler und jetziger -trainer.

## Karriere

### Als Spieler
Rolf Schrepfer begann seine Karriere 1993 beim HC Thurgau, für den er bis 1997 in der Nationalliga B auflief. Danach spielte er bis 2001 bei den ZSC Lions, mit denen er 2000 und 2001 Meister wurde. Es folgte der Wechsel zum SC Bern, mit dem er 2004 den Meistertitel errang und wo er bis 2006 unter Vertrag stand, obwohl er sich mit dem Club bereits ein Jahr zuvor überworfen hatte. Darauf wechselte Schrepfer zu den Rapperswil-Jona Lakers, bei welchen er einen Vertrag über drei Jahre unterzeichnet hatte. 2008 kehrte er zum HC Thurgau zurück, bei welchem er auch Co-Trainer war. Für die Playoffs 2009 wurde er an das Partnerteam Kloten Flyers aus der National League A ausgeliehen.

### Als Trainer
In der Saison 2009/10 trainierte er die Junioren Top des HC Thurgau Nachwuchs und führte diese zum Aufstieg in die Elite B Klasse. Zur Saison 2010/11 übernahm Rolf Schrepfer die Position des Cheftrainers des HC Thurgau. Ab der Saison 2012/13 war Schrepfer Spielertrainer des drittklassigen SC Weinfelden.
Im April 2015 wurde Schrepfer zum Assistenztrainer des NLA-Klubs SCL Tigers berufen. Anfang Oktober 2016 wurde er gemeinsam mit Cheftrainer Scott Beattie seiner Aufgaben entbunden. Die folgenden Jahre verbrachte er im Juniorenbereich in Langnau und Rapperswil, bevor er zur Saison 2020/21 zum Cheftrainer des EHC Arosa ernannt wurde.

### International
Rolf Schrepfer absolvierte insgesamt drei Länderspiele.

## Erfolge und Auszeichnungen
- 2000 Schweizer Meister mit den ZSC Lions
- 2001 Schweizer Meister mit den ZSC Lions
- 2004 Schweizer Meister mit dem SC Bern

## Leben
Der verheiratete Spieler erlernte den Beruf des Plattenlegers. Noch während seiner Eishockey-Karriere absolvierte er eine vierjährige Ausbildung im Managementbereich. 